# 봉사십조
봉사십조(封事十條)는 명종 26년(1196)에 쿠데타로 이의민(李義旼) 일당을 숙청하고 정권을 잡은 다음, 최충헌 형제가 왕에게 올린 서정개혁안 10개조를 말한다. 그 내용은 다음과 같다.
1. 왕은 정전(正殿)에 들어가 영명(永命)을 받을 것,
2. 무능하고 불필요한 관원을 감축하고 녹봉(祿俸)의 수량에 따라 관직을 제수할 것,
3. 토지제도를 정비하여 부당한 토지겸병(土地兼倂)을 시정하고, 빼앗은 땅을 원 주인에게 되돌려 줄 것,
4. 어진 관리를 가려 지방관직에 배치하여 세력가가 백성의 재산을 착취하지 못하도록 할 것,
5. 제도(諸道)의 사(使)에게 공진(供進)을 금하고 오로지 사문(査問)으로써 직책을 삼도록 할 것,
6. 승려들을 물리쳐 궁전 출입을 금하고 곡식의 이식(利息)을 취하지 못하게 할 것,
7. 지방수령에게 명하여 관리들의 능력보고를 하게 하고, 능한 자는 올려주며 무능한 자는 징계할 것,
8. 백관에게 훈계하여 사치를 금하고, 검약을 숭상케 할 것,
9. 음양관(陰陽官)으로 사원(寺院) 자리의 지덕을 조사케 하고, 비보(裨補) 사찰 이외의 것은 모두 철훼할 것,
10. 측근 관리를 가려 써서 아첨하는 무리를 경계할 것.

요컨대 이것은 태조의 <훈요십조>에 근거한 서정 개혁안으로 최충헌의 혁명 이념과 정치 사상을 잘 보여주고 있다.